# Rubus ellipticus
Rubus ellipticus, selten Gelbe Himalaya-Himbeere oder Himalaya-Wildhimbeere genannt, ist eine Pflanzenart aus der Gattung Rubus innerhalb der Familie der Rosengewächse (Rosaceae). Sie ist im südlichen Asien weitverbreitet und in vielen Gebieten der Welt ein Neophyt. Sie kann vielseitig genutzt werden.

## Beschreibung

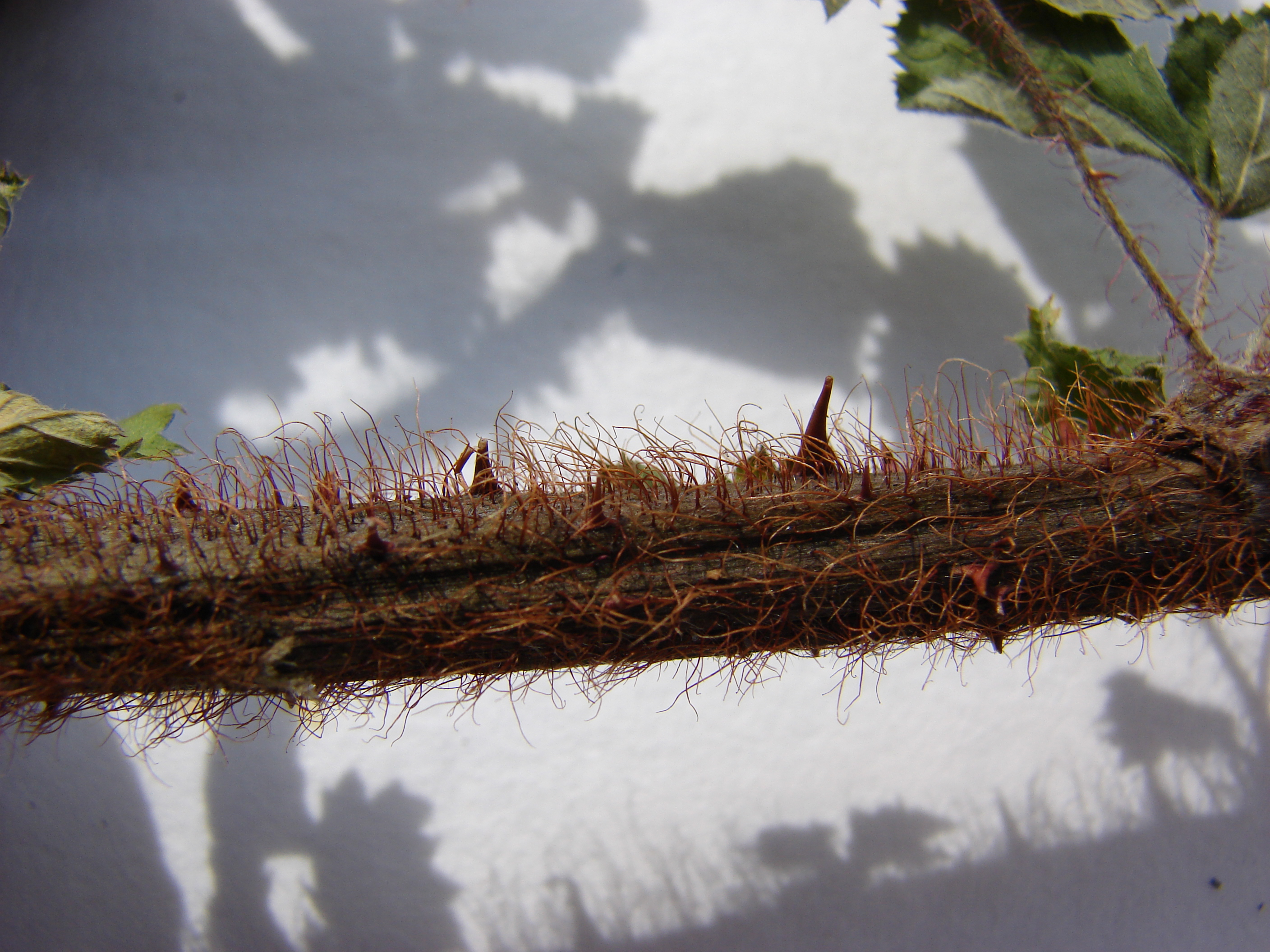
Zweig mit borstiger Behaarung und Stacheln

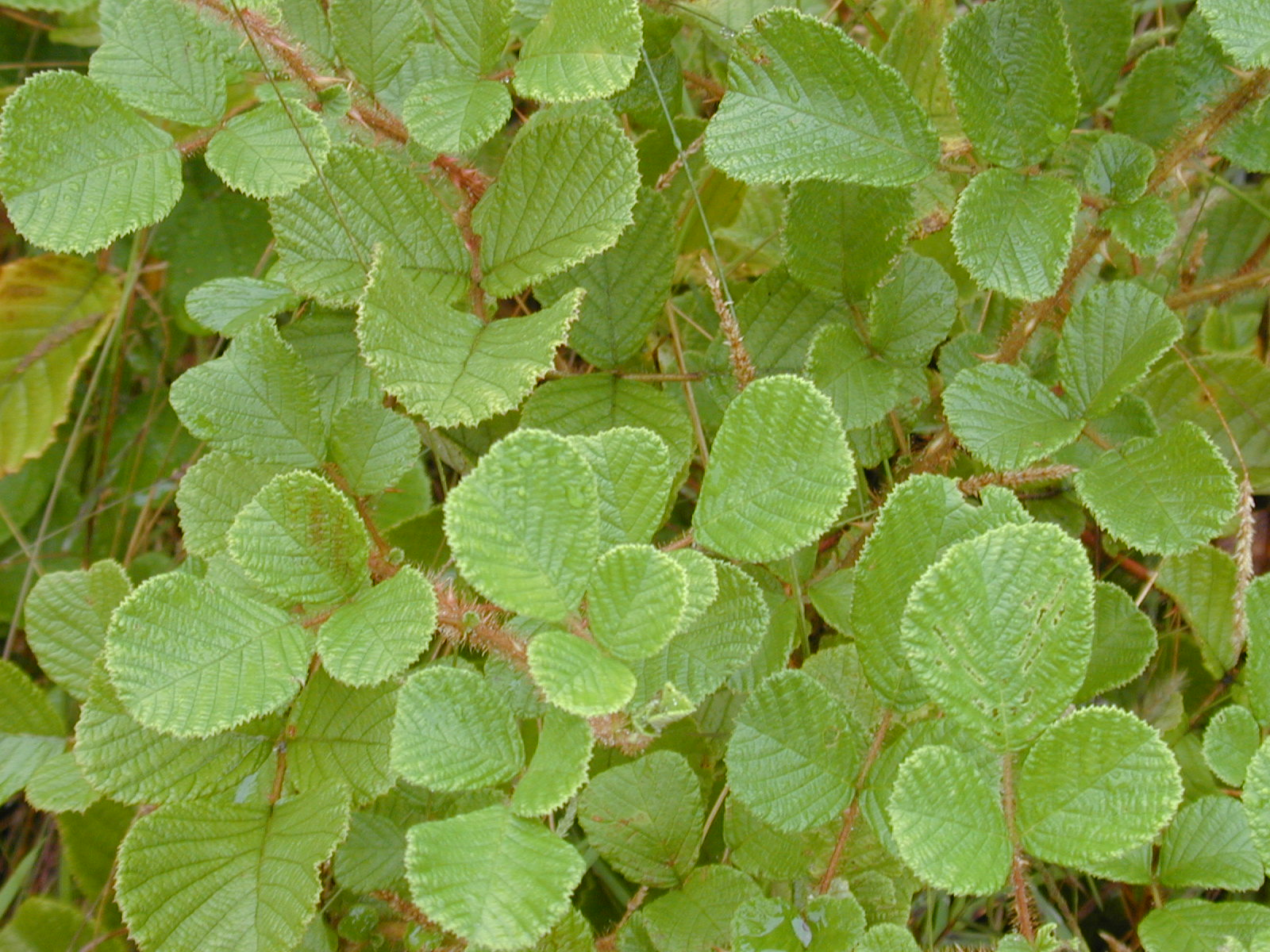
Zweige mit dreiteilig unpaarig gefiederten Laubblättern

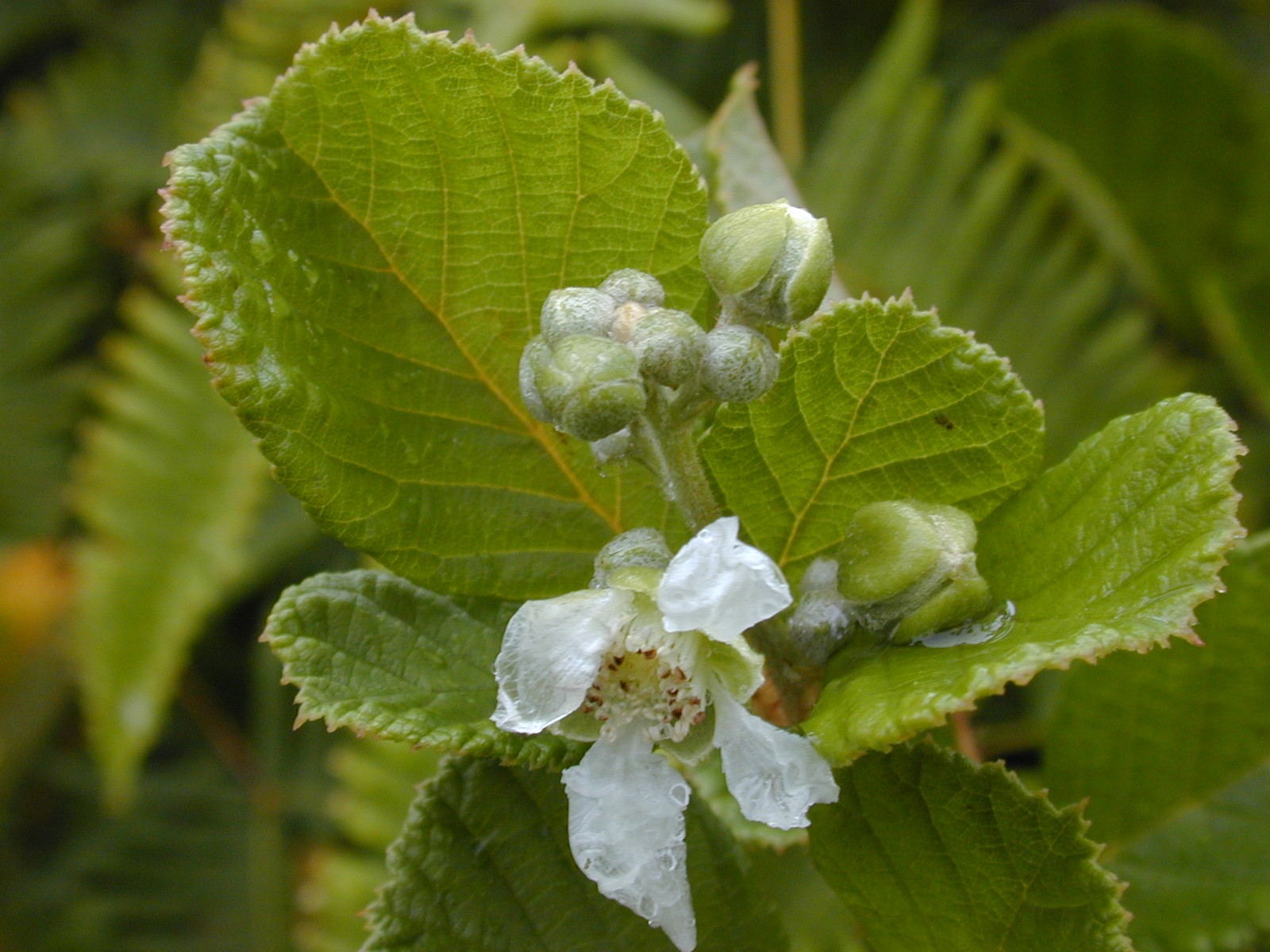
Laubblätter, Blütenknospen und Blüte

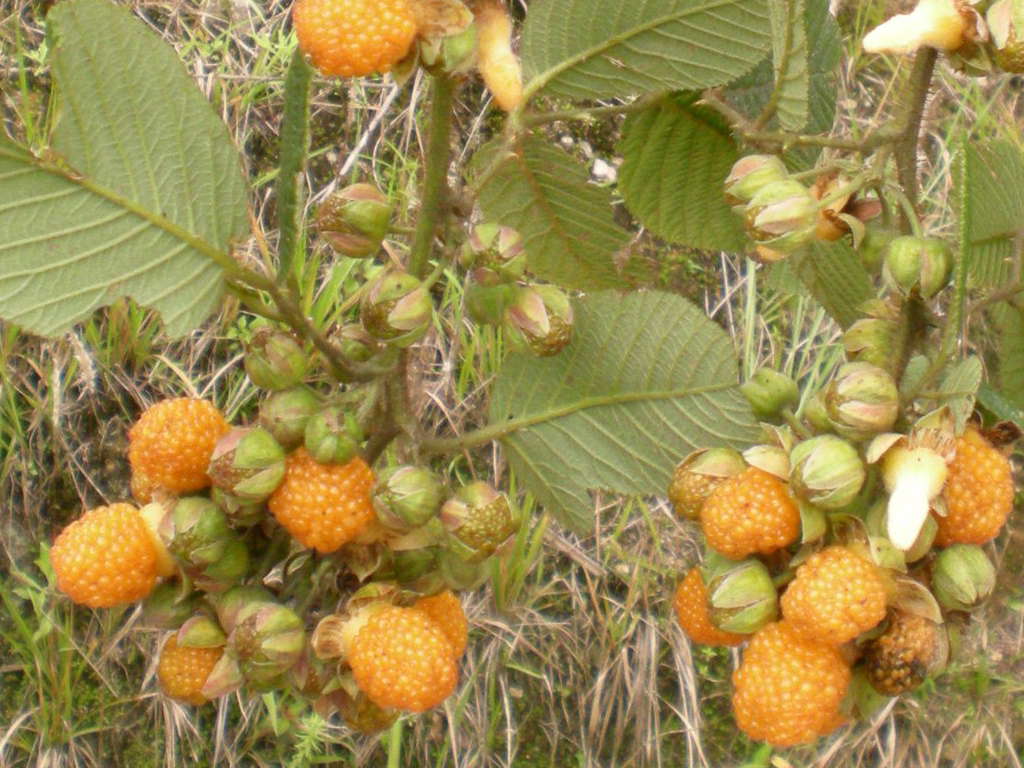
Behaarte Blattunterseite mit erhabenen Blattadern und gelbe Sammelfrüchte

### Erscheinungsbild und Blatt
Rubus ellipticus wächst als immergrüner Strauch, der Wuchshöhen von 1 bis 3 Metern erreicht. Die Rinde der Zweige ist purpurfarben-braun oder bräunlich und anfangs flaumig behaart. Auf den Zweigen befinden sich spärlich verteilt gekrümmte Stacheln und sie sind dicht mit purpurfarben-braunen Borsten oder Drüsenhaaren bedeckt.
Die wechselständig angeordneten Laubblätter sind in Blattstiel und Blattspreite gegliedert. Der Blattstiel ist 2 bis 6 Zentimeter lang. Die Blattspreite ist unpaarig dreiteilig gefiedert. Die zwei seitlichen Fiederblätter sind fast sitzend und das Endfiederblatt ist 2 bis 3 Zentimeter lang gestielt. Die Blattrhachis und der Fiederblattstiel ist mit purpurroten, winzigen stacheligen Haaren bedeckt. Die Spreiten der Fiederblätter sind bei einer Länge von 4 bis 8, selten bis zu 12 Zentimetern sowie einer Breite von 3 bis 6, selten bis zu 9 Zentimetern elliptisch oder verkehrt-eiförmig mit gerundetem Grund und spitzem oberen Ende, das abrupt zugespitzt, etwas herzförmig oder fast gestutzt ist. Der Rand der Fiederblätter ist ungleich winzig, scharf gesägt. Die Unterseite der Fiederblätter ist dicht filzig behaart und besitzt purpurrote Borstenhaare entlang der erhabenen Blattadern. Auf der Oberseite der Fiederblätter ist nur die Mittelader flaumig behaart. Das Endfiederblatt ist viel größer als die seitlichen. Die zwei flaumig und drüsig behaarten Nebenblätter sind bei einer Länge von 7 bis 11 Millimetern linealisch.

### Blütenstand und Blüte
Die Blütezeit reicht in China von März bis April. Der entständige, dicht knäuelige, traubige Blütenstand ist selten 1,5 bis meist 2 bis 4 Zentimeter lang und enthält einige bis zu zehn oder mehr Blüten. Auch in den Blattachseln befinden sich eine bis meist einige Blüten. Die Blütenstandsachsen und Blütenstiele sind borstig behaart. Die flaumig behaarten Tragblätter sind bei einer Länge von 5 bis 9 Millimetern linealisch. Der Blütenstiel ist 4 bis 6 Millimeter lang.
Die zwittrigen Blüten sind bei einem Durchmesser von 1 bis 1,5 Zentimetern radiärsymmetrisch und fünfzählig mit doppelter Blütenhülle. Die fünf aufrechten Kelchblätter sind auf der Unterseite dicht gelblich-grau filzig sowie spärlich borstig behaart und bei einer Länge von 4 bis 5, selten bis zu 6 Millimetern sowie einer Breite von 2 bis 3, selten bis zu 4 Millimetern eiförmig mit spitzem oberen Ende, das abrupt zugespitzt ist. Die Kronblätter sind länger als die Kelchblätter. Die fünf freien weißen oder rosafarbenen Kronblätter sind genagelt, spatelförmig und dicht flaumig behaart. Die vielen freien Staubblätter überragen die Kronblätter nicht. Die Staubfäden sind an ihrer Basis verbreitert und abgeflacht. Die Fruchtknoten sind flaumig behaart. Die kahlen Griffel sind etwas länger als die Staubblätter.

### Frucht
Die kahlen oder am oberen Ende flaumig behaarten Steinfrüchte stehen in einer bei einem Durchmesser von etwa 1 Zentimeter fast kugeligen Sammelfrucht zusammen. Die Früchte färben sich bei Reife in China im April bis Mai gelb. Die dreieckig-eiförmigen Steinkerne besitzen eine runzelige Oberfläche.

### Chromosomensatz
Die Chromosomenzahl beträgt 2n = 14.

## Vorkommen

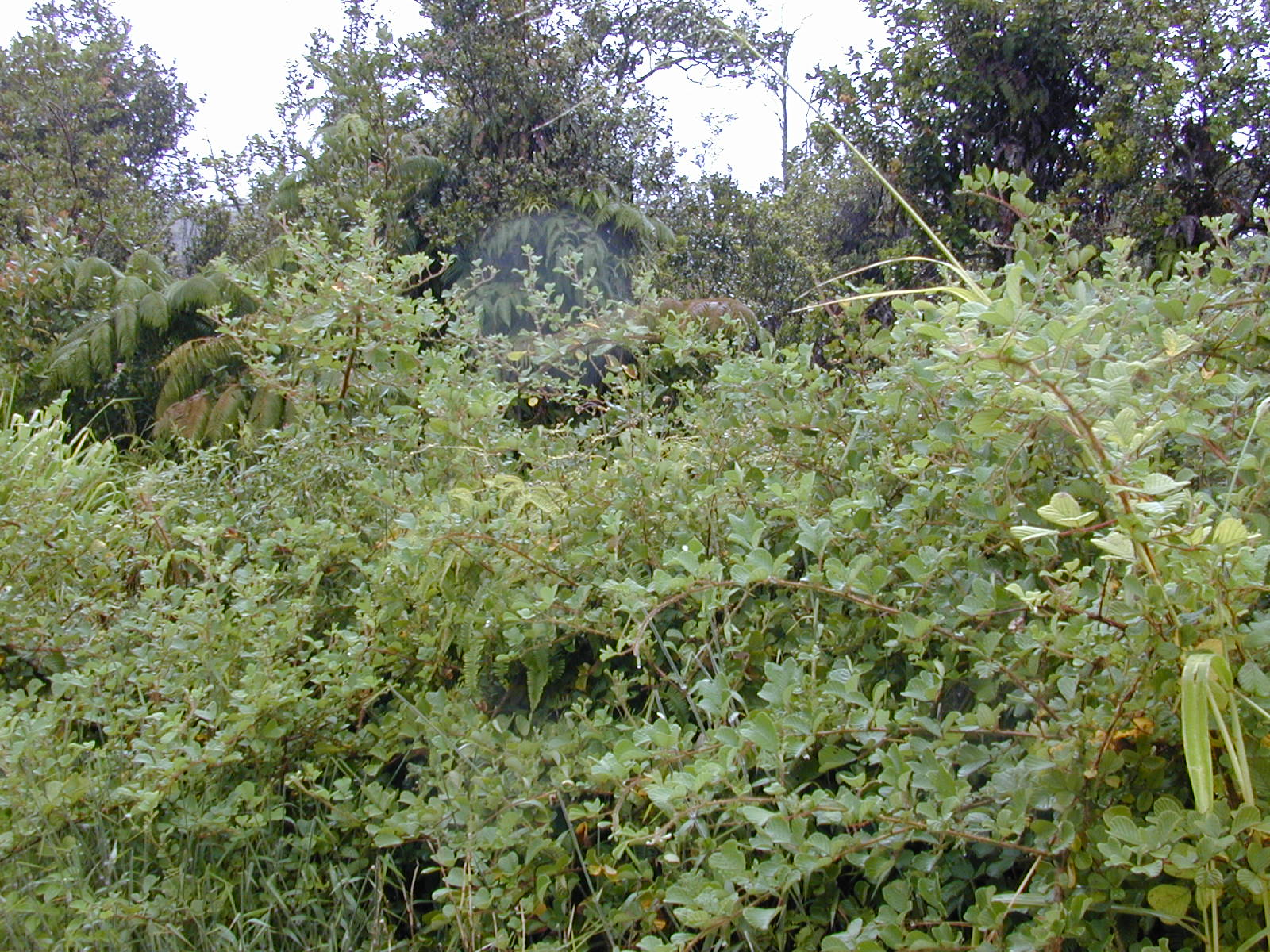
Bestand als invasive Pflanze in Hawaii

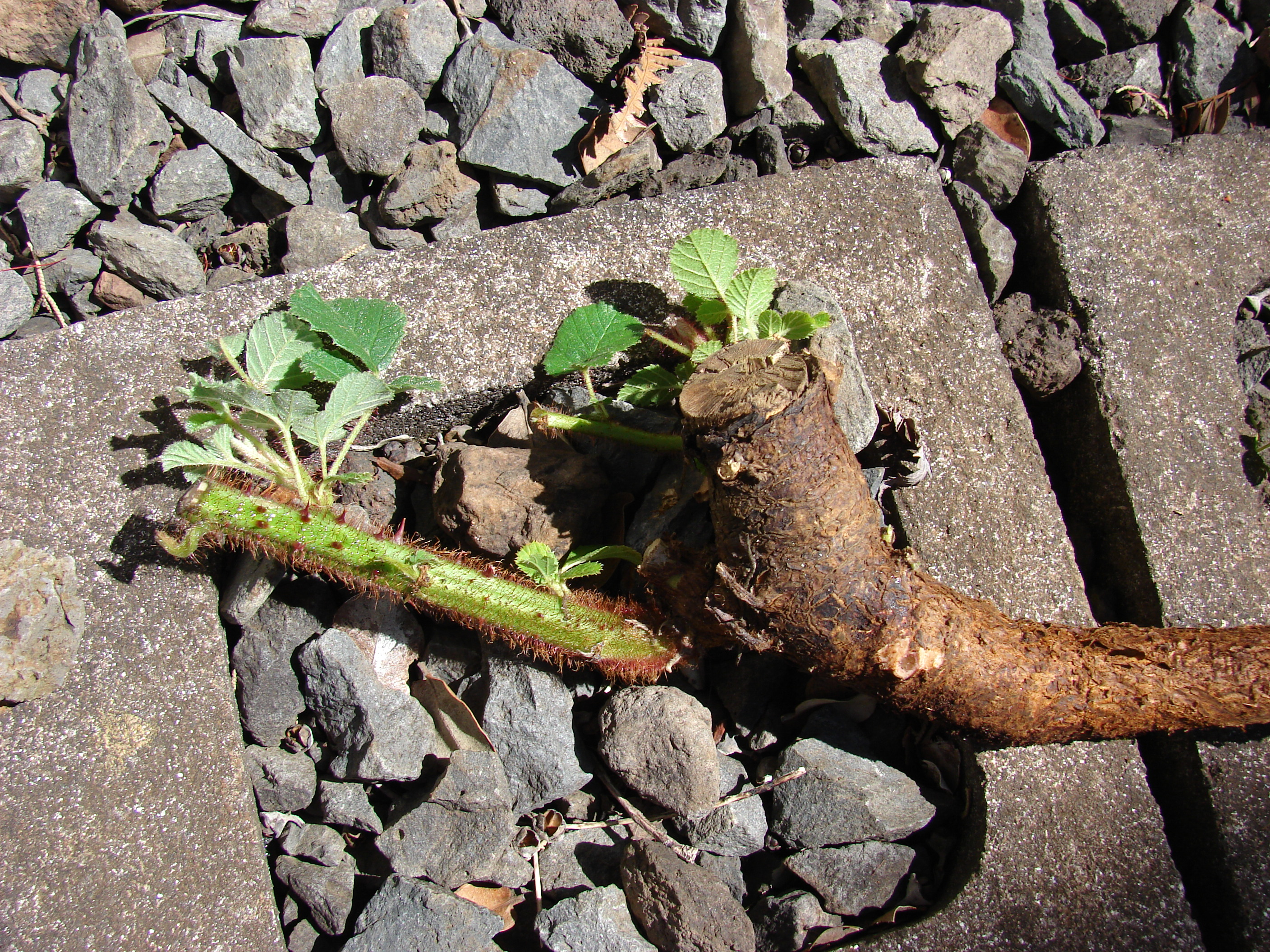
Vegetative Vermehrung an den Sprossachsen

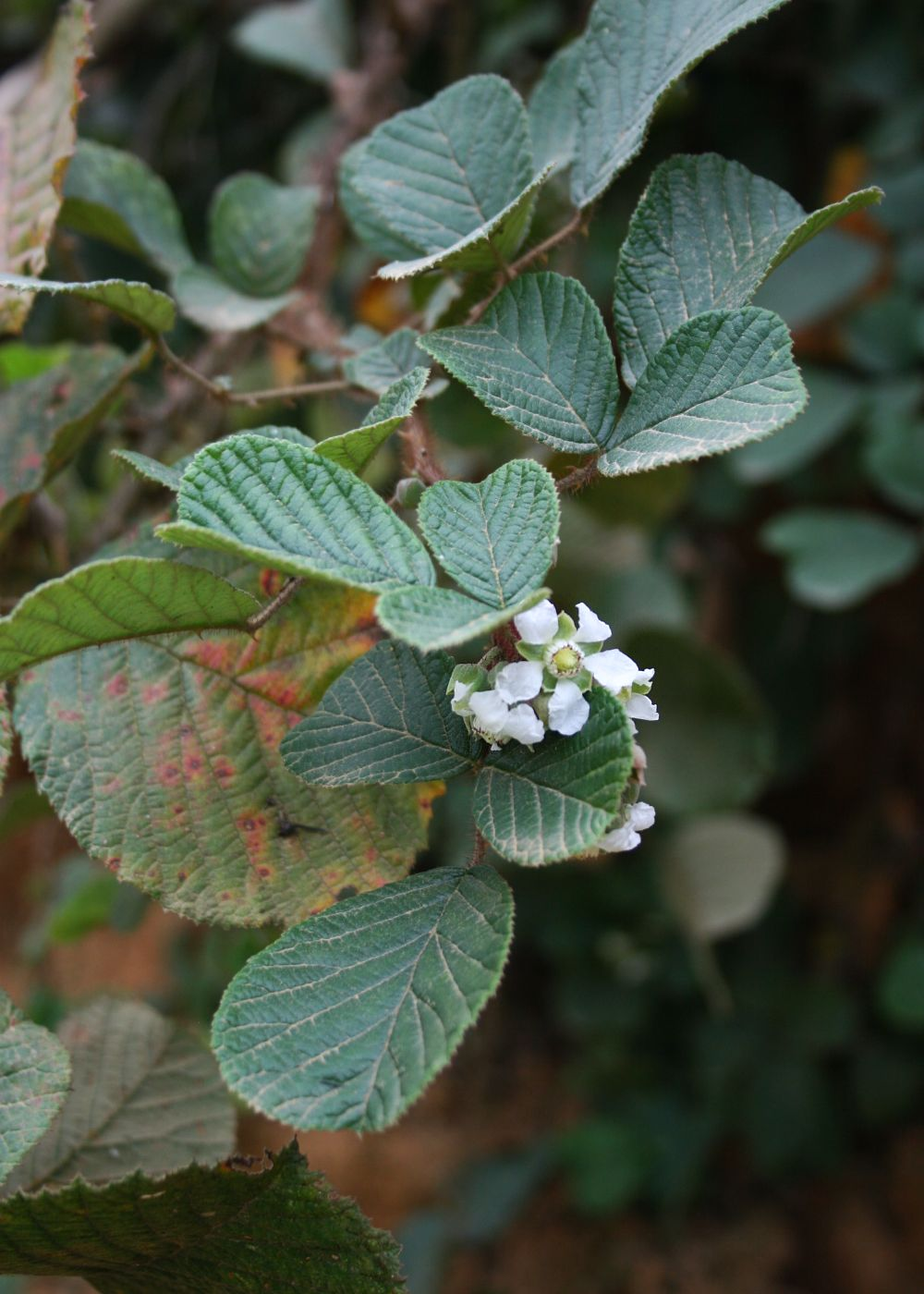
Dreiteilige Laubblätter und fünfzählige Blüten von Rubus ellipticus var. obcordatus

Rubus ellipticus ist in Asien von Sri Lanka, Indien, Pakistan, Sikkim, Bhutan, Nepal, Myanmar, Laos, Thailand, Vietnam und China bis zu den Philippinen (nur Luzon) weitverbreitet. In den chinesischen Provinzen Guangxi, Guizhou, Sichuan, Yunnan sowie im südlichen Tibet gedeiht sie an Straßenrändern, in Dickichten, an Hängen, in lichten Wäldern und in Bergtälern in Höhenlagen von 300 bis 2600 Metern.
Rubus ellipticus in vielen Gebieten der Welt ein Neophyt, beispielsweise in Tansania, Malawi, Mosambik, Australien, Ecuador, auf Hawaii und auf Karibischen Inseln.
In einigen Ländern der Welt, beispielsweise auf Hawaii, wird Rubus ellipticus als invasive Pflanze bewertet. Sie hat ein Potential, autochthone Pflanzenart zu verdrängen. Sie kann undurchdringliche Dickichte bilden.
Die Art zählt zu den 100 gefährlichsten Neobiota weltweit.

## Systematik
Die Erstbeschreibung von Rubus ellipticus erfolgte 1819 durch James Edward Smith in Abraham Rees: The Cyclopaedia; or, Universal dictionary of arts, sciences, and literature, Volume 30, Rubus no. 16.
Rubus ellipticus gehört zur Untergattung Idaeobatus der Gattung Rubus.
Von Rubus ellipticus gibt es zwei Varietäten:
- Rubus ellipticus Sm. var. ellipticus: Sie ist in Sri Lanka, im nordöstlichen Indien, Pakistan, Sikkim, Bhutan, Nepal, Myanmar, Laos, Thailand, Vietnam, China und auf den Philippinen verbreitet.[1]
- Rubus ellipticus var. obcordatus (Franchet) Focke (Syn.: Rubus ellipticus f. obcordatus Franch., Rubus obcordatus (Franch.) Thuan): Sie ist in China, Indien, Laos, Thailand und Vietnam verbreitet.[1]

## Nutzung
Sie wird als Zierpflanze in Parks und Gärten verwendet.
Die Früchte werden roh oder gegart gegessen. Die gold-gelbe Frucht soll einen guten himbeerartigen Geschmack besitzen, eine Mischung von süß mit angenehmer Säure. Die jährliche Ernte aus Wildbestände im Himalaya wird mit 750 g von einem Exemplar das eine Fläche von 2,5 m² bedeckt angegeben. Die Frucht enthält etwa 10,9 % Zucker, 1,1 % Proteine, 0.,5 % Asche, 0,55 % Pektin. Sie wird als Beerenobst angebaut.
Ein purpurfarbener bis blass-blauer Farbstoff wird aus der Frucht gewonnen. Rubus ellipticus wird zur Verringerung von Bodenerosion angepflanzt.
Die medizinischen Wirkungen wurden untersucht. Beispielsweise wird die innere Rindenschicht in der traditionellen tibetanischen Medizin eingesetzt.